# دنیل راوالس
دنیل راوالس (اسپانیایی: Daniel Revelez‎؛ زادهٔ ۳۰ سپتامبر ۱۹۵۹) بازیکن فوتبال اهل اروگوئه بود.
از باشگاه‌هایی که در آن بازی کرده‌است می‌توان به باشگاه فوتبال دانوبیو، باشگاه فوتبال ناسیونال (اروگوئه)، و باشگاه ورزشی دیپورتیوو کالی اشاره کرد.
وی همچنین در تیم ملی فوتبال اروگوئه بازی کرده‌است.